# Ignazio Paternò Castello
Ignazio Paternò-Castello, V principe di Biscari (Catania, 24 maggio 1719 – Catania, 1º settembre 1786), è stato un archeologo e mecenate italiano.
Apparteneva alla casa Paternò, fu principe di Biscari; il titolo gli proveniva dal capostipite del ramo dei Biscari, Agatino Paternò Castello, I principe di Biscari (1594-1675).

## Biografia
Nato a Catania nel 1719 da Vincenzo e da Anna Maria Scammacca, Ignazio Paternò Castello fu tra i fautori della riscoperta dell'anfiteatro, del teatro, della vecchia curia e di alcune terme nella sua città. A ventidue anni sposò Anna Morso. 
Il suo palazzo, il Palazzo Bìscari alla Marina, si trova presso il porto di Catania nel quartiere Civita, ed egli lo fece ristrutturare dall'architetto Francesco Battaglia adibendolo a museo: l'edificio fu visitato da molti viaggiatori illustri europei, come Patrick Brydone nel 1770, da Vivant Denon nel 1778 e da Johann Wolfgang von Goethe nel 1787, i quali vi si recavano o come completamento della loro formazione o per via della crescente curiosità che i reperti archeologici assunsero in quel periodo storico. A Catania egli fondò e finanziò nel 1744 l'Accademia degli Etnei.
Il principe divenne famoso anche per alcuni interventi nella sua Catania e nelle vicinanze, poiché fece realizzare nel 1765 un ponte-acquedotto sul Simeto nel suo feudo di Ragona, cosa che gli valse la menzione nell'opera di Francesco Milizia Memorie degli architetti antichi e moderni, pubblicato a Parma nel 1781, nonostante questa infrastruttura crollasse proprio nell'anno dell'uscita di questa sua opera a causa di una tempesta; poi allestì un grande orto botanico extra moenia, chiamato "il labirinto", che avrebbe costituito successivamente il primo nucleo dell'attuale Giardino "Vincenzo Bellini"; infine, egli fece ricavare un lago artificiale nella lava della spiaggia in una zona periferica a sud del centro cittadino, creando così la "Villa Scabrosa", situata nella via omonima che oggi si trova appunto nel quartiere Tondicello della Plaia - Faro Bìscari, e che consisteva proprio in un ritrovo appartato per gli aristocratici del tempo. 
Il Paternò Castello promosse poi gli scavi a Camarina, Centuripe, Lentini, Siracusa e Taormina. Nel 1774 l'abate fiorentino Domenico Sestini gli collaborò in qualità di bibliotecario, e gli ordinò il museo, in particolare l'ufficio numismatico. Nel 1779 il principe fu nominato Regio Custode delle antichità della Val Demone e della Val di Noto, mentre un suo compagno di studi, Gabriele Lancillotto Castello principe di Torremuzza, ebbe lo stesso incarico per la Val di Mazara. Ignazio Paternò Castello descrisse anche le sue scoperte archeologiche in un volume intitolato Viaggio per tutte le antichità della Sicilia, pubblicato a Napoli nel 1781. Tra i frequentatori della sua corte vi furono anche architetti e disegnatori, come, oltre al succitato Francesco Battaglia, Stefano Ittar, Carlo Chenchi, Luigi Mayer, Antonio Zacco. 
La fama del Paternò Castello era molto vasta, e numerose accademie italiane ed estere procedevano a nominarlo loro socio: nel 1757 l'Accademia del Buon Gusto e quella degli Ereini di Palermo, nel 1762 la Società degli Antiquari di Londra, nel 1772 l'Accademia dei Trasformati di Noto, nel 1773 la Società dei Palladi di Catania, nel 1775 l'Accademia dei Botanofili di Cortona, nel 1776 l'Accademia dei Georgofili e l'Accademia della Crusca di Firenze e quella Peloritana dei Pericolanti di Messina, nel 1777 l'Accademia degli Ereini-Hymerei di Caltanissetta, nel 1778 l'Académie Royale des Sciences, Belles-letters et Arts di Bordeaux, nella quale prese il posto del defunto Voltaire, sempre nel 1778 la Reale Accademia di Scienze e Belle Lettere di Napoli, nel 1783 l'Accademia degli Speculatori di Lecce, e nel 1784 la Nuova Reale Accademia di Firenze.
Massone, fu Maestro venerabile della loggia dell'Ardore, di Rito scozzese rettificato, e membro del "Capitolo Prefettuale Partenopeo dei Cavalieri Benefici della Città Santa", col nome d'ordine di a Fortitudine. Morì nel 1786 nella sua Catania, ma le sue grandi spese rovinarono il patrimonio che aveva accumulato in vita.

## Pubblicazioni
- Ignazio Paternò Castello, Viaggio per tutte le antichità della Sicilia, Napoli, 1781.

## Ascendenza
|                                                                                     |                                                               |                                                                                   | Genitori                                                                                           |  |  | Nonni |  |  | Bisnonni                                                                  |  |  | Trisnonni                                                            |  |
|                                                                                     |                                                               |                                                                                   | |  |  |       |  |  | Vincenzo Paternò-Castello e La Restia (1630-1675), II principe di Biscari |  |  | Agatino Paternò-Castello La Valle (1594-1675), I principe di Biscari |  |
|                                                                                     |                                                               |                                                                                   | |  |  |       |  |  | Vincenzo Paternò-Castello e La Restia (1630-1675), II principe di Biscari |  |  | Agatino Paternò-Castello La Valle (1594-1675), I principe di Biscari |  |
|                                                                                     |                                                               | Maria Paternò-Castello La Restia dei baroni di Biscari e di San Filippo di Ragusa | |  |  |       |  |  | Vincenzo Paternò-Castello e La Restia (1630-1675), II principe di Biscari |  |  |                                                                      |  |
| Ignazio Paternò-Castello Gravina (†1699), III principe di Biscari                   |                                                               |                                                                                   | |  |  |       |  |  | Vincenzo Paternò-Castello e La Restia (1630-1675), II principe di Biscari |  |  |                                                                      |  |
|                                                                                     |                                                               | Felicia Gravina-Cruyllas e Gravina                                                | Ignazio Gravina-Cruyllas e Alliata, II principe di Palagonia e Caltabiano, marchese di Francofonte |  |  |       |  |  |                                                                           |  |  |                                                                      |  |
|                                                                                     |                                                               | Felicia Gravina-Cruyllas e Gravina                                                | Ignazio Gravina-Cruyllas e Alliata, II principe di Palagonia e Caltabiano, marchese di Francofonte |  |  |       |  |  |                                                                           |  |  |                                                                      |  |
|                                                                                     |                                                               | Felicia Gravina-Cruyllas e Gravina                                                | Emilia Agliata (o Alliata) e Gravina dei principi di Villafranca                                   |  |  |       |  |  |                                                                           |  |  |                                                                      |  |
| Vincenzo Paternò-Castello, Paternò e Tornambene (1685-1749), IV principe di Biscari |                                                               | Felicia Gravina-Cruyllas e Gravina                                                | |  |  |       |  |  |                                                                           |  |  |                                                                      |  |
|                                                                                     |                                                               | Giacinto Paternò e Lago, II barone di Recalcaccia e Spinagallo                    | Vincenzo Maria Paternò (1623-1678), VIII barone di Raddusa                                         |  |  |       |  |  |                                                                           |  |  |                                                                      |  |
|                                                                                     |                                                               | Giacinto Paternò e Lago, II barone di Recalcaccia e Spinagallo                    | Vincenzo Maria Paternò (1623-1678), VIII barone di Raddusa                                         |  |  |       |  |  |                                                                           |  |  |                                                                      |  |
|                                                                                     |                                                               | Giacinto Paternò e Lago, II barone di Recalcaccia e Spinagallo                    | Leonora Lago d'Aragona e Ascenso dei baroni di Regalcaccia, Bucalesi e Cadeddi                     |  |  |       |  |  |                                                                           |  |  |                                                                      |  |
| Eleonora Paternò e Tornabene (o Tornambene)                                         |                                                               | Giacinto Paternò e Lago, II barone di Recalcaccia e Spinagallo                    | |  |  |       |  |  |                                                                           |  |  |                                                                      |  |
|                                                                                     |                                                               | Olivia Tornambene e Asmundo                                                       | Ludovico Tornambene                                                                                |  |  |       |  |  |                                                                           |  |  |                                                                      |  |
|                                                                                     |                                                               | Olivia Tornambene e Asmundo                                                       | Ludovico Tornambene                                                                                |  |  |       |  |  |                                                                           |  |  |                                                                      |  |
|                                                                                     |                                                               | Olivia Tornambene e Asmundo                                                       | Geronima Asmundo, II baronessa di Regalcaccia e Spinagallo                                         |  |  |       |  |  |                                                                           |  |  |                                                                      |  |
| Ignazio Paternò-Castello, V principe di Biscari                                     |                                                               | Olivia Tornambene e Asmundo                                                       | |  |  |       |  |  |                                                                           |  |  |                                                                      |  |
|                                                                                     | Guglielmo Scammacca e Paternò, barone della Bruca e Crisciunà | Giovambattista Scammacca                                                          | |  |  |       |  |  |                                                                           |  |  |                                                                      |  |
|                                                                                     | Guglielmo Scammacca e Paternò, barone della Bruca e Crisciunà | Giovambattista Scammacca                                                          | |  |  |       |  |  |                                                                           |  |  |                                                                      |  |
|                                                                                     | Guglielmo Scammacca e Paternò, barone della Bruca e Crisciunà | Agata Perna                                                                       | |  |  |       |  |  |                                                                           |  |  |                                                                      |  |
| Arcaloro Scammacca e Perna, barone della Bruca e Cresciunà (o Crisciunà)            | Guglielmo Scammacca e Paternò, barone della Bruca e Crisciunà |                                                                                   | |  |  |       |  |  |                                                                           |  |  |                                                                      |  |
|                                                                                     |                                                               | Isabella Scammacca e Tornambene                                                   | Bernardo Scammacca                                                                                 |  |  |       |  |  |                                                                           |  |  |                                                                      |  |
|                                                                                     |                                                               | Isabella Scammacca e Tornambene                                                   | Bernardo Scammacca                                                                                 |  |  |       |  |  |                                                                           |  |  |                                                                      |  |
|                                                                                     |                                                               | Isabella Scammacca e Tornambene                                                   | Remigia Tornambene                                                                                 |  |  |       |  |  |                                                                           |  |  |                                                                      |  |
| Anna Maria Scammacca e Bonajuto                                                     |                                                               | Isabella Scammacca e Tornambene                                                   | |  |  |       |  |  |                                                                           |  |  |                                                                      |  |
|                                                                                     |                                                               | Filippo Bonajuto, barone della Cavallera (o Cavalera)                             | Giuseppe Bonajuto                                                                                  |  |  |       |  |  |                                                                           |  |  |                                                                      |  |
|                                                                                     |                                                               | Filippo Bonajuto, barone della Cavallera (o Cavalera)                             | Giuseppe Bonajuto                                                                                  |  |  |       |  |  |                                                                           |  |  |                                                                      |  |
|                                                                                     |                                                               | Filippo Bonajuto, barone della Cavallera (o Cavalera)                             | Isabella Bonanno                                                                                   |  |  |       |  |  |                                                                           |  |  |                                                                      |  |
| Maria Bonajuto e Mancuso                                                            |                                                               | Filippo Bonajuto, barone della Cavallera (o Cavalera)                             | |  |  |       |  |  |                                                                           |  |  |                                                                      |  |
|                                                                                     |                                                               | Anna Mancuso e Rao                                                                | Giuseppe Mancuso                                                                                   |  |  |       |  |  |                                                                           |  |  |                                                                      |  |
|                                                                                     |                                                               | Anna Mancuso e Rao                                                                | Giuseppe Mancuso                                                                                   |  |  |       |  |  |                                                                           |  |  |                                                                      |  |
|                                                                                     |                                                               | Anna Mancuso e Rao                                                                | Medea Rao e Spucches                                                                               |  |  |       |  |  |                                                                           |  |  |                                                                      |  |
|                                                                                     |                                                               | Anna Mancuso e Rao                                                                | |  |  |       |  |  |                                                                           |  |  |                                                                      |  |